# La Historieta Asturiana
La Historieta Asturiana es una colección de fascículos sobre el desarrollo del cómic en Asturias producida por la asociación cultural G.A.I.R.N.I. – "El Wendigo" a partir de 1997. En 2001 se recopiló como libro. 

## Origen
La Historieta Asturiana investigación,escrita y coeditada por Faustino Rodríguez Arbesú  tiene su origen en una serie televisiva sobre la Historieta o Cómic, y la actividad que en relación con este medio de expresión se había desarrollado en Asturias, encargada para el Centro Regional de Televisión del Principado por su director de entonces, Juan José Plans.

## Producción
Dada la escasez de medios materiales con las que contaba la asociación (tan sólo la subvención para su revista por parte del Ayuntamiento de Gijón), se optó por la solución más dilatada en el tiempo y de menos coste anual para producir un libro. La idea consistió en fraccionarlo en capítulos que se introdujeron en la parte central de la revista como separatas. 
El fascículo 1 se publicó en el número 76 de "El Wendigo" (año 1997-98). La última separata se entregó con el Nº99-100 (invierno del 2004), después de siete años de trabajo.
En 1999 se decidió que los fascículos había que encuadérnalos y hacer un libro, que vio la luz el 27 de diciembre del año 2001. La que hubiera sido una costosa edición se hizo posible por la conjunción de varias acciones que abarataron los costos notablemente: 
- Primero se tuvo la idea de publicar 300 separatas que no se incluyeron dentro de la revista "El Wendigo".
- Segundo, de los ejemplares de El Wendigo que se colocaron se llegaron a recuperar 200 separatas, con lo cual la edición se cifró en 500 ejemplares.
- La última y más importante, que El Wendigo había creado una empresa para abastecer de información el portal que sobre cómic se había creado en Internet para la sucursal en España de la firma francesa Wanadoo. Este se inauguró el 28 de mayo de 2001 con el título de Wanadoocomic.com: Producciones Fordianas S.A fue el nombre de la empresa creada. Esta corrió con los gastos de edición.

Se llegaron a realizar tres ediciones del libro la primera en el 2001, la segunda de muy pocos en el ejemplares en 2004, destinados como regalo a los autores invitados y la tercera la que hicieron los propios seguidores de la revista El Wendigo, obtenida de las separatas y encuadernada en unas guardas editadas con ese objeto. Las tres ediciones están agotadas.
En el momento actual mayo del 2012 se está ultimando la finalización de un segundo tomo que sus editores esperan que pueda estar en el mercado, si encuentran editor, a finales de este año.Una despedida en la que Javier Cuervo presentó "La historieta asturiana II". La Nueva España  . biblioasturias .
Tebeoesfera .

## Valoración
Luis Alberto de Cuenca afirma, en el prólogo de la obra, que el libro es 

tanto en una erudita y exhaustiva enciclopedia como en un fresco y espontáneo diario de a bordo, puestas siempre las mientes en situar al tebeo en el alto lugar artístico que en justicia le corresponde.